# Équipe des Fidji de rugby à XV à la Coupe du monde 1987
L'équipe des Fidji a été quart-de-finaliste, éliminée par l'équipe de France  lors de la Coupe du monde de rugby 1987, après avoir perdu contre l'équipe de Nouvelle-Zélande en poule. Dans la lutte l'opposant à l'équipe d'Italie et à l'équipe d'Argentine, chacune ayant remporté une victoire et concédé une défaite, c'est la différence de points particulière qui a départagé les équipes, permettant aux Fidjiens d'accéder aux quarts de finale. 
Les joueurs ci-après ont joué pendant cette coupe du monde 1987. Les noms en gras désignent les joueurs qui ont été titularisés le plus souvent.

## L'équipe des Fidji quart-de-finaliste

### Troisième Ligne
- Koli Rakoroi (4 matchs, 4 comme titulaire) 4 comme capitaine

### Arrière
- Severo Koroduadua Waqanibau (4 matchs, 4 comme titulaire)